# Stummfilm – Live from Hamburg (A Seats & Sounds Show)
Stummfilm – Live from Hamburg (A Seats & Sounds Show) ist das erste Live-Album der deutschen Postrock-/Post-Metal-Band Long Distance Calling. Es erschien am 1. November 2019 über InsideOut Music.

## Entstehung
Anlässlich des zehnjährigen Jubiläums des zweiten Studioalbums Avoid the Light spielte die Band im April 2019 drei besondere Konzerte, bei denen die Band erstmals vor bestuhltem Publikum spielte. Die Konzerte fanden in der Scala Ludwigsburg und den Kulturkirchen in Köln bzw. Hamburg-Altona statt. Das Hamburger Konzert wurde von Florian Steppke aufgezeichnet und von Jojo Brunn gemischt und gemastert. Als Gastmusiker sind der Cellist Luca Gilles sowie der Perkussionist Aaron Schrade zu hören. 
Im Mittelpunkt der zweiten Hälfte des Konzerts steht das zweite Studioalbum Avoid the Light, dessen zehnjähriges Jubiläum gefeiert wird. Abgesehen von dem Lied The Nearing Grave wird das Album komplett gespielt. Grund hierfür war, dass die Band das Lied nur mit dem Sänger Jonas Renkse spielen wollte, dieser allerdings aus logistischen Gründen nicht an dem Konzert teilnehmen konnte. Auch wollte die Band nicht, dass Renskses Gesang vom Band eingespielt oder von einem anderen Sänger übernommen wird. Aus diesem Gründen wurde das Lied laut Hoffmann „konsequent weggelassen“.
Die Alben Satellite Bay, Long Distance Calling und Trips sowie die EP 090208 sind mit jeweils einem Titel vertreten, während die Band gleich vier Titel des aktuellen Studioalbums Boundless aufführt. Als einziges Studioalbum ist The Flood Inside nicht mit einem Titel vertreten. Mit Interlude wurde auch ein neues Lied gespielt, das laut dem Bassisten Jan Hoffmann allerdings „eher eine Skizze als ein fertiger Song“ ist. Vorab veröffentlichte die Band die Singles Black Paper Planes, On the Verge und Metulsky Curse: Revisited. Das Albumcover wurde von Martin Großmann entworfen.

## Titelliste
| 1. Into the Black Wide Open – 10:03 2. The Very Last Day – 10:57 3. In the Clouds – 6:43 4. Like a River – 6:00 5. On the Verge – 6:18 | 1. Interlude – 3:40 2. Out There – 9:15 3. Apparitions – 14:27 4. Black Paper Planes – 7:58 5. 359° – 9:34 | 1. I Know You, Stanley Milgram – 10:54 2. Sundown Highway – 7:42 3. Flux – 14:32 4. Metulsky Curse: Revisited – 9:59 |

## Rezeption

### Rezensionen
Isabell Raddatz vom deutschen Magazin Rock Hard bezeichnete Stummfilm als „Leckerei für Augen und Ohren“, die es „nun auch für zu Hause gibt“, was „perfekt für gemütliche Herbstabende“ wäre. Lediglich das fehlende Lied The Nearing Grave bewertete Raddatz negativ. Sebastian Kessler vom deutschen Magazin Metal Hammer beschrieb „Show, Licht und Bilder als atmosphärisch-ruhig, stilvoll und hochwertig“ und den Sound als „authentisch und detailreich“. Für die „schöne Veröffentlichung“ vergab Kessler 5,5 von sieben Punkten.

### Chartplatzierungen
| ChartsChartplatzierungen | Höchstplatzierung | Wochen |
| ------------------------ | ----------------- | ------ |
| Deutschland (GfK)        | 59 (1 Wo.)        | 1      |

### Auszeichnungen
Das Onlinemagazin Metal.de führte Stummfilm – Live from Hamburg (A Seats & Sounds Show) auf Platz elf der Liste der 100 besten Alben des Jahres.